# Lu Yuansheng
Lu Yuansheng – auch Lu Yuan-Sheng, chinesisch 陆元盛, Pinyin Lù Yuánshèng – (* 1954) ist ein chinesischer Tischtennisspieler und -trainer. 1975 wurde er Weltmeister im Teamwettbewerb.

## Werdegang
Lu Yuansheng nahm an den Weltmeisterschaften 1975, 1977 und 1979 teil. 1975 war er Mitglied der chinesischen Weltmeistermannschaft. Zwei Jahre später holte er im Doppel mit Huang Liang Silber. In der ITTF-Weltrangliste belegte Lu Yuansheng im Juni 1975 Platz 19. Lu Yuansheng war Abwehrspieler.
1982 beendete Lu Yuansheng seine Karriere als Leistungssportler. Danach arbeitete er als Trainer, von 1991 bis 1995 für die Herrennationalmannschaft, dann löste er Zhang Xielin als Chefcoach für das Damenteam ab. 2005 ging das Amt an Shi Zhihao über, obwohl unter der Führung von Lu Yuansheng die chinesischen Damen alle möglichen Goldmedaillen bei den fünf Weltmeisterschaften und drei Olympischen Spielen gewonnen hatten. Seit 2006 ist er Funktionär beim chinesischen Tischtennisverband.
Lu Yuansheng lebt in Peking.

## Turnierergebnisse
| Verband | Veranstaltung     | Jahr | Ort        | Land | Einzel       | Doppel        | Mixed         | Team |
| ------- | ----------------- | ---- | ---------- | ---- | ------------ | ------------- | ------------- | ---- |
| CHN     | Weltmeisterschaft | 1979 | Pyongyang  | PRK  | keine Teiln. | letzte 32     | keine Teiln.  |      |
| CHN     | Weltmeisterschaft | 1977 | Birmingham | ENG  | letzte 128   | Silber        | letzte 16     |      |
| CHN     | Weltmeisterschaft | 1975 | Calcutta   | IND  | letzte 32    | Viertelfinale | Viertelfinale | 1    |